# Przetacznik pagórkowy
Przetacznik pagórkowy (Veronica teucrium L.) – gatunek rośliny należący do rodziny babkowatych (Plantaginaceae), w systemach XX-wiecznych klasyfikowany zwykle do trędownikowatych (Scrophulariaceae).

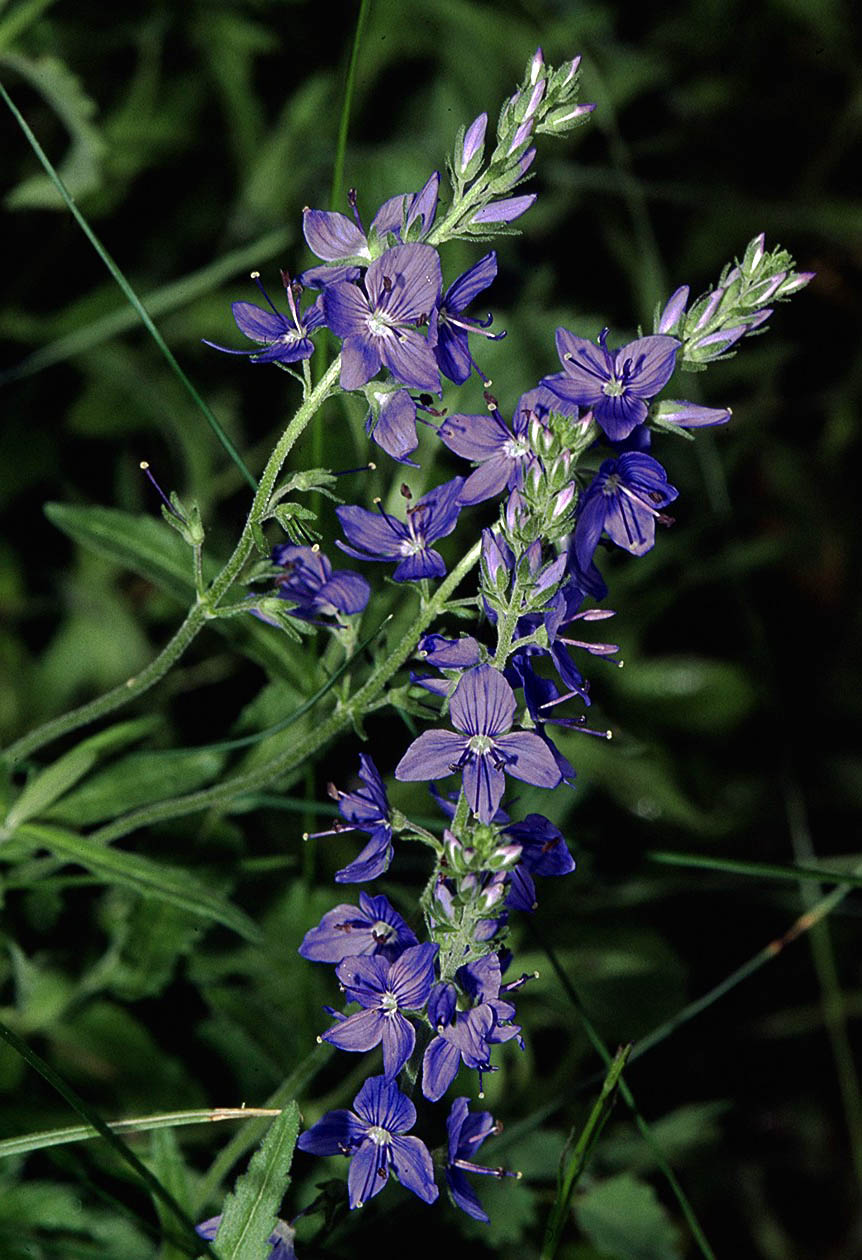
Przetacznik pagórkowaty Veronica teucrium

## Rozmieszczenie geograficzne
Występuje w Europie głównie na obszarach o klimacie oceanicznym, od niżu po położenia górskie, w górach po regiel górny, oraz w  Azji  na obszarach o umiarkowanym klimacie . Rozprzestrzenia się także gdzieniegdzie poza tym obszarem, np. w Ameryce Północnej. W Polsce roślina pospolita występuje na całym obszarze, w górach nieco rzadsza występuje w niższych partiach górskich.

## Morfologia
Pokrójodwrotno stożkowy, roślina wieloletnia, tworząca kępy, umiarkowanie rosnąca, rodzima, zielna, miododajna, nektar wytwarzany jest u podstawy słupka. Strefa klimatyczna kórnicka IV,V. Zielona od kwietnia do października, liście zaczynają schnąć na przełomie października, listopada.
Łodygawyprostowana, podnosząca się, owłosiona, w górnej części odgałęziają się od niej łodygi kwiatowe. Wysokość od 30 do 60 cm.  Wykształca kłącze z rozłogami.
Liściesiedzące, wąskie podłużnojajowate lub lancetowate o klinowatych nasadach o długości od 3 do 7 cm, brzegi tępo ząbkowane (grubo karbowane), owłosione zwłaszcza spodem na nerwach. Ulistnienie naprzeciwległe. Dolne liście na krótkich ogonkach, środkowe i górne bezogonkowe.
Kwiatykoloru ciemnoniebieskiego lub szafirowo-niebieskie z ciemniejszymi żyłkami o średnicy 1-1,5 cm, z białym oczkiem przypominają niezapominajki. Kwiaty zebrane w nie rozgałęzione, wąskie, wydłużone kłosowate grona kwiatowe, wyrastające parami z kątów górnych liści, górne pąki w gronach nie rozwijają się w kwiaty. Kwitnie czerwiec sierpień. Kwiaty wiatropylne.
OwocTorebka dwukomorowa o klinowatej nasadzie, mocno spłaszczona, odwrotnie sercowata o długości do 6 mm., cała owłosiona, pękająca wzdłuż krawędzi szczytowej. Owocuje w lipcu. Nasiona bardzo drobne.

## Biologia i ekologia
Bylina, hemikryptofit, autotrof, roślina mrozoodporna. Występuje na wilgotnych nasłonecznionych zboczach, skrajach lasów, w zaroślach i widnych lasach, toleruje również półcień. Preferuje gleby wilgotne, przeciętnie żyzne o odczynie zasadowo-obojętnym. Występuje często w murawach kserotermicznych.  W klasyfikacji zbiorowisk roślinnych gatunek charakterystyczny (Ch.) dla zbiorowisk okrajkowych ze związku (All.) Geranion sanguinei.

## Inne
- Roślina żywicielska dla motyla przeplatka britomartis. Motyl jaja składa po kilkadziesiąt sztuk na spodniej stronie liścia rośliny.
- Nazwa rodzaju pochodzi od znanej z Ewangelii św. Weroniki. W Średniowieczu istniał pogląd, że w drobnych kwiatach przetaczników można dostrzec twarz św. Weroniki[4].

## Zastosowanie
Roślina zadarniająca, ozdobna, wykorzystywana na rabaty do ogródków skalnych, na kwiat cięty oraz jako roślina okrywowa. Roślina miododajna. W Polsce jest całkowicie mrozoodporna, 4-6strefa mrozoodporności. Łatwa w uprawie, nie ma specjalnych wymagań co do podłoża. Rozmnaża się przez wysiew nasion jesienią lub wiosną, przez sadzonki lub przez podział rozrośniętych kęp jesienią lub wczesną wiosną. Może rosnąć zarówno na stanowiskach słonecznych, jak i  półcienistych .

## Systematyka
W niektórych ujęciach traktowany jako podgatunek przetacznika ząbkowanego:
- Veronica austriacum L. ssp. teucrium D. A. Webb